# Вагон-теплушка

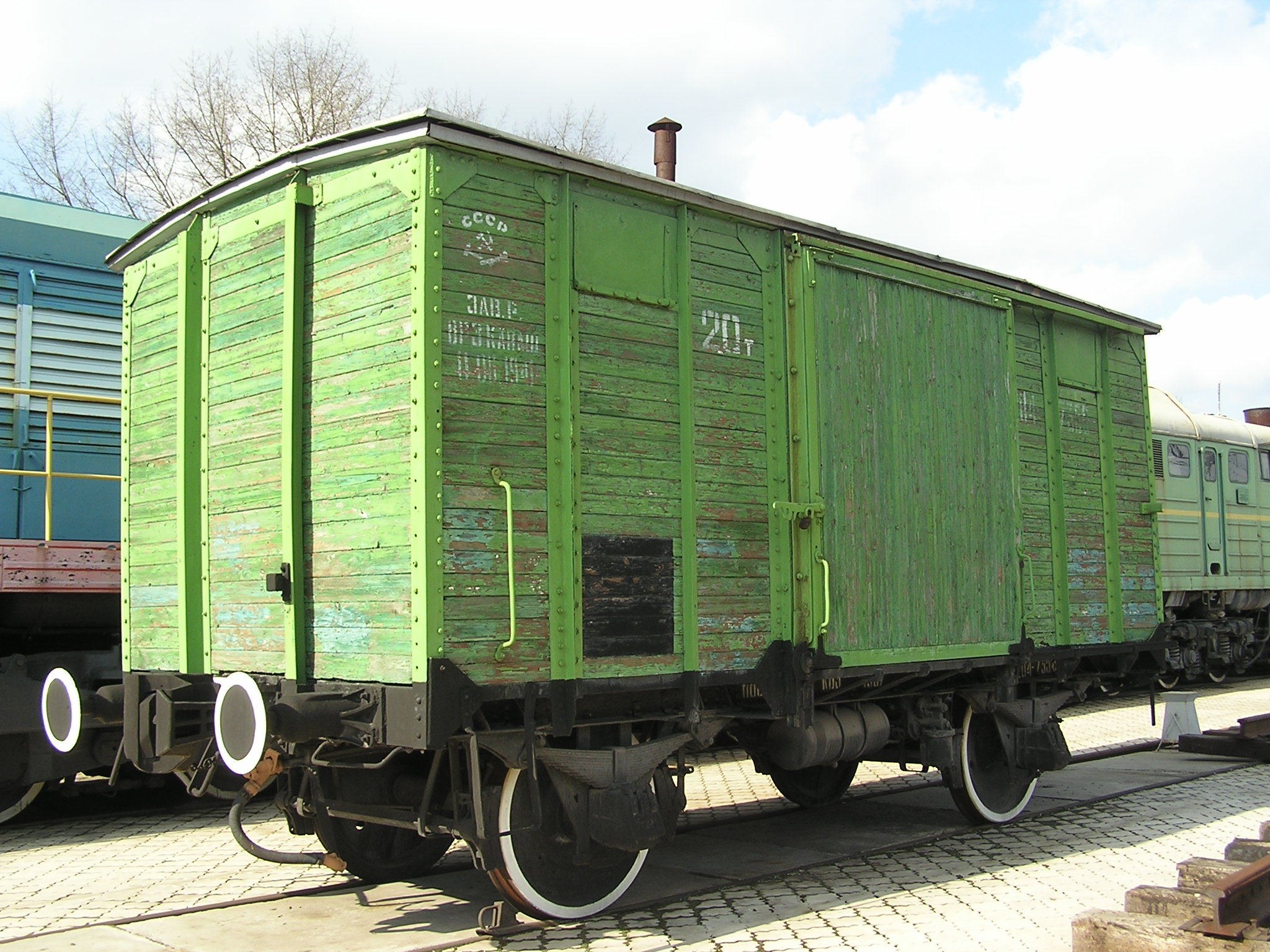
Нормальний товарний вагон

Теплушка (нормальний товарний вагон) — вагон, створений на основі критого товарного вагона і призначений для перевезення людей і тварин. Назва з'явилася в 1870-х роках як скорочення від «утеплений вагон» і часто використовується досі.
Створений в 1875 р. нормальний товарний вагон (НТВ) як основний тип вагона на російських залізницях припускав конструктивну можливість швидкого переобладнання для масового перевезення людей у разі крайньої потреби (насамперед, для перекидання військ). Для цього вагон устатковувався 2-х або 3-ярусними нарами, утеплювався зсередини дерев'яними щитами, в завантажувальні бортові люки вставлялися рами з шибками, утеплялися двері, в центрі ставилася піч-«буржуйка», в дверний отвір вставлявся поперечний брус для запобігання випаданню людей при розгойдуванні вагона. Для перевезення тварин споруджувалися по 4 стійла в кожній з половин вагона. Часто повне (за проектом) переобладнання вагона не проводилося через нестачу часу або матеріалів. Стандартна місткість теплушки на базі НТВ — 40 осіб або 8 коней (або 20 осіб + 4 коні).
«Нормальні» теплушки масово використовувалися для перевезення військ, біженців та ув'язнених в період з 1870-х до кінця 1940-х років.
В СРСР теплушки, встановлені на недіючих коліях, також використовувались як житло, в окремих районах — до 1970-х років.

## У мистецтві
- Вагон-теплушка став поширеним елементом декорацій в фільмах про Громадянську та радянсько-німецьку війни.
- Побут сім'ї, що проживала в теплушці, описаний в книзі Михайла Линькова «Миколка-паровоз».